# Cô bạn tôi thầm thích lại quên mang kính rồi
Cô bạn tôi thầm thích lại quên mang kính rồi (Nhật: 好きな子がめがねを忘れた Hepburn: Suki na ko ga megane o wasureta, n.đ. 'Cô bạn mà tôi thích lại quên mắt kính rồi') là một bộ manga Nhật Bản được viết và minh họa bởi Koume Fujichika. Bộ truyện lần đầu được xuất bản trên tài khoản Twitter của tác giả vào tháng 4 năm 2018 trước khi được đăng dài kì trên tạp chí Monthly Gangan Joker của công ty Square Enix từ tháng 11 cùng năm đó. Tính đến 20 tháng 6 năm 2024 đã có tổng cộng 12 tập tankōbon được phát hành. Tại Việt Nam, Nhà xuất bản Kim Đồng nắm giữ bản quyền bộ truyện và xuất bản từ 29 tháng 7 năm 2022.

## Cốt truyện
Komura Kaede luôn bị chú ý đến cô bạn ngồi kế bên, Mie Ai bởi vẻ dễ thương của cô ấy và tất cả những gì Kaede muốn là được Ai nhìn cậu ấy bằng đôi mắt đẹp dưới cặp kính mà cô ấy đeo. Nhưng chỉ vài ngày sau khi làm quen, Kaede nhận ra Ai gặp chứng bệnh về tật khúc xạ khiến cô ấy gặp khó khăn trong công việc thường ngày mỗi khi không có kính. Tuy nhiên Ai lại có xu hướng bỏ quên kính khiến các công việc thường ngày ở trường trở nên khó khăn tuy nhiên Kaede luôn hết lòng giúp đỡ. Sau một thời gian Ai dựa dẫm vào Kaede, Kaede và Ai đã nảy sinh tình cảm với nhau.

## Nhân vật
Komura Kaede (小村 楓)
Komura là một học sinh trung học có tính cách nhút nhát và yêu thích chơi điện tử. Komura đã nảy sinh tình cảm với Ai sau một khoảng thời gian giúp đỡ Ai do cô luôn gặp rắc rối mỗi khi quên kính.
Mie Ai (三重 あい)
Ai là một học sinh trung học cùng lớp với Komura có tính cách nhẹ nhàng và thường xuyên quên mang kính. Sau khi gặp Komura, Ai có xu hướng quên kính nhiều hơn xưa. Ai có sở thích tìm hiểu về các sinh vật biển. Cô đôi khi có khẩu khí như một võ sĩ.

## Manga
Bộ truyện lần đầu được xuất bản trên tài khoản Twitter của tác giả vào tháng 4 năm 2018 và trở nên nổi tiếng trước khi được đăng dài kì trên tạp chí Monthly Gangan Joker của công ty Square Enix từ tháng 11 cùng năm đó. Tính đến ngày 20 tháng 6 năm 2024, đã có tổng cộng 12 tập được phát hành với phiên bản tiếng Nhật. Bộ truyện nằm trong số 25 manga được bán chạy nhất Nhật Bản trong khoảng thời gian nửa đầu năm 2019. Các tập 5, 6 và tập 8 bản đặc biệt cũng nằm trong danh sách 100 manga được bán chạy nhất trên Amazon lần lượt vào tuần 4 tháng 5 năm 2020, tuần 4 tháng 10 năm 2020 và tuần 3 tháng 10 năm 2021. Phiên bản tiếng Anh của bộ truyện được phát hành trực tuyến bởi Comikey và bản in giấy bởi Square Enix. Tại Việt Nam, bộ truyện được Nhà xuất bản Kim Đồng mua bản quyền phát hành.

### Danh sách các tập
| #                                                                                            | Phát hành Tiếng Nhật | Phát hành Tiếng Nhật                                            | Phát hành Tiếng Việt | Phát hành Tiếng Việt                                            |
| #                                                                                            | Ngày phát hành       | ISBN                                                            | Ngày phát hành       | ISBN                                                            |
| -------------------------------------------------------------------------------------------- | -------------------- | --------------------------------------------------------------- | -------------------- | --------------------------------------------------------------- |
| 1                                                                                            | 22 tháng 2 năm 2019  | 978-4-7575-6026-0                                               | 29 tháng 7 năm 2022  | 978-604-2-27550-7                                               |
| 2                                                                                            | 22 tháng 6 năm 2019  | 978-4-7575-6169-4                                               | 12 tháng 8 năm 2022  | 978-604-2-27551-4                                               |
| 3                                                                                            | 22 tháng 11 năm 2019 | 978-4-7575-6395-7                                               | 26 tháng 8 năm 2022  | 978-604-2-27552-1                                               |
| 4                                                                                            | 22 tháng 2 năm 2020  | 978-4-7575-6531-9                                               | 16 tháng 9 năm 2022  | 978-604-2-27553-8                                               |
| 5                                                                                            | 22 tháng 5 năm 2020  | 978-4-7575-6668-2                                               | 30 tháng 9 năm 2022  | 978-604-2-27554-5                                               |
| 6                                                                                            | 22 tháng 10 năm 2020 | 978-4-7575-6911-9                                               | 14 tháng 10 năm 2022 | 978-604-2-27555-2                                               |
| 7                                                                                            | 22 tháng 4 năm 2021  | 978-4-7575-7208-9                                               | 28 tháng 10 năm 2022 | 978-604-2-27556-9                                               |
| 8                                                                                            | 21 tháng 10 năm 2021 | 978-4-7575-7502-8 (bản thường) 978-4-7575-7503-5 (bản đặc biệt) | 11 tháng 11 năm 2022 | 978-604-2-27557-6                                               |
| 9                                                                                            | 22 tháng 6 năm 2022  | 978-4-7575-7973-6 (bản thường) 978-4-7575-7974-3 (bản đặc biệt) | 25 tháng 8 năm 2023  | 978-604-2-33143-2 (bản thường) 978-604-2-33144-9 (bản đặc biệt) |
| 10                                                                                           | 20 tháng 1 năm 2023  | 978-4-7575-8351-1                                               | 8 tháng 9 năm 2023   | 978-604-2-33145-6                                               |
| 11                                                                                           | 22 tháng 7 năm 2023  | 978-4-7575-8677-2 (bản thường) 978-4-7575-8678-9 (bản đặc biệt) | 20 tháng 5 năm 2024  | 978-604-2-37687-7 (bản thường) 978-604-2-37688-4 (bản đặc biệt) |
| 12                                                                                           | 20 tháng 6 năm 2024  | 978-4-7575-9167-7 (bản thường) 978-4-7575-9168-4 (bản đặc biệt) |                      |                                                                 |
| Mã ISBN tiếng Việt được lấy từ Cục Xuất bản, In và Phát hành - Bộ Thông tin và Truyền thông. |                      |                                                                 |                      |                                                                 |

## Anime

### Danh sách tập phim
| 1                                         | "Cô gái tôi thích quên đeo kính" "Suki na Ko ga Megane o Wasureta" (好きな子がめがねを忘れた)                           | 4 tháng 7, 2023  |
| 2                                         | "Cô gái tôi thích gọi tôi đi chơi" "Suki na Ko ni Yobidasareta" (好きな子に呼び出された)                                | 11 tháng 7, 2023 |
| 3                                         | "Cô gái tôi thích nhặt được thư tình" "Suki na Ko ga Rabu Retā o Hirotta" (好きな子がラブレターを拾った)                | 18 tháng 7, 2023 |
| 4                                         | "Chọn kính giúp cô gái tôi thích" "Suki na Ko no Megane o Eranda" (好きな子のめがねを選んだ)                            | 25 tháng 7, 2023 |
| 5                                         | "Gặp cô gái mình thích vào ngày Lễ Tình nhân" "Suki na Ko to Barentain Dē ni Atta" (好きな子とバレンタインデーに会った) | 1 tháng 8, 2023  |
| 6                                         | "Đón học kì mới cùng cô gái mình thích" "Suki na Ko to Shin Gakki o Mukaeta" (好きな子と新学期を迎えた)                 | 8 tháng 8, 2023  |
| 7                                         | "Đem kính của cô gái mình thích về nhà" "Suki na Ko no Megane o Motte Kaetta" (好きな子のめがねを持って帰った)          | 15 tháng 8, 2023 |
| 8                                         | "Gặp cảnh tỏ tình cùng cô gái mình thích" "Suki na Ko to Kokuhaku o Miteshimatta" (好きな子と告白を見てしまった)        | 22 tháng 8, 2023 |
| 9                                         | "Đi tham quan cùng cô gái mình thích" "Suki na Ko to Kōgai Gakushū ni Itta" (好きな子と校外学習に行った)                | 29 tháng 8, 2023 |
| 10                                        | "Được cô gái mình thích nhờ giúp đỡ" "Suki na Ko ni Onegai Sareta" (好きな子にお願いされた)                             | 5 tháng 9, 2023  |
| 11                                        | "Cùng cô gái mình thích trong lễ hội" "Suki na Ko to Bunkasai no Hi ni" (好きな子と文化祭の日に)                        | 12 tháng 9, 2023 |
| 12                                        | "Muốn cùng cô gái mình thích làm nội trợ" "Suki na Ko to Chōri Jisshū Shitakatta" (好きな子と調理実習したかった)        | 19 tháng 9, 2023 |
| * Tựa đề tiếng Việt được lấy từ Bilibili. | |                  |

## Giải thưởng và đề cử

### Giải thưởng
| Năm  | Giải thưởng                | Hạng mục            | Đề cử                          | Thứ hạng | Tham khảo     |
| ---- | -------------------------- | ------------------- | ------------------------------ | -------- | ------------- |
| 2019 | Tsugi ni kuru Manga Taishō | Ấn phẩm in xuất bản | Sukinako ga Megane wo Wasureta | 12       | [ 41 ] [ 42 ] |

### Khảo sát
| Năm  | Đơn vị thực hiện khảo sát | Hạng mục                                            | Đề cử                          | Thứ hạng | Tham khảo |
| ---- | ------------------------- | --------------------------------------------------- | ------------------------------ | -------- | --------- |
| 2022 | AnimeJapan                | Manga người hâm mộ muốn được chuyển thể thành Anime | Sukinako ga Megane wo Wasureta | —        | [ 43 ]    |